# 굴로스
굴로스(영어: gulose)는 6개의 탄소 원자가 포함된 단당류이고, 알데하이드기를 가지고 있는 알도스이며, 화학식은 C6H12O6이다. 굴로스는 자연계에서는 매우 드물지만, 고균, 세균, 진핵생물에서 발견된다. 굴로스는 단맛이 나는 시럽으로 존재하며, 물에 용해되며, 메탄올에는 약간만 용해된다. D-굴로스와 L-굴로스 둘 다 효모에 의해 발효되지 않는다.
굴로스와 갈락토스는 3번 탄소(C-3)에서 입체화학적 성질이 다른 에피머이다.
| D-굴로스의 구조       | D-굴로스의 구조       | D-굴로스의 구조       |
| 골격 구조식           | 하워드 투영식         | 하워드 투영식         |
| --------------------- | --------------------- | --------------------- |
|                       | α-D-굴로푸라노스 <1 % | β-D-굴로푸라노스 <1 % |
| α-D-굴로피라노스 22 % | β-D-굴로피라노스 78 % |                       |

## 같이 보기
- 글루코스
- 프럭토스
- 갈락토스